# 市川愛 (音楽家)
市川 愛（いちかわ あい）は、日本の音楽家、歌手。神奈川県藤沢市出身。AIRPLANE

## 概要
慶応義塾大学、バークリー音楽大学卒業。
2012年より音楽家活動を開始。2018年にメジャー・デビュー。ギタリスト平岡遊一郎をプロデューサーに迎え、これまでに自身名義のアルバムを3枚リリースしている。ジャズをバックグランドにしながらも、流行に流されることなく本質的に優れたミュージシャンとジャンルの垣根を超えた音楽活動を行っている。
秋元勇気、片野吾朗と共に活動するオリジナルポップバンド"Da Lua"での活動、また、菊地成孔/大谷能生によるジャズドミュニスターズへの参加、平戸祐介ソロツアーに参加等、活動の幅は多岐にわたる。
TOEIC950のバイリンガルであることを活かし、英語、日本語のナレーターとしても活動している。

## 作品

### ソロアルバム
- 1st「The Standards I've met」（2012年10月17日発売）

1. L-O-V-E
2. P.S. I love you
3. I wish you love
4. Too young to go steady
5. The nearness to you

- 2nd「Haven't we met」（2013年10月2日発売）

1. Haven't we met
2. Come fly with me
3. Three Reasons
4. Leaving on a jet plane
5. Country Roads
6. So many stars
7. Dear my friend

- 3rd「I want you to want me」（2014年7月2日発売）

1. I want you to want me
2. These boots are made for walking
3. Nada Sera Como Antes
4. Listen to the music
5. Rainboots
6. Four
7. Airegin
8. Sir Duke
9. Music and me

- メジャー1st Album 「My Love, With My Short Hair」（2018年4月11日発売）

1. 二重生活
2. あこがれ
3. 青い涙
4. Play for keeps
5. My Love, with My Short Hair
6. 悪事 feat. 辻村秦彦 a.k.a ORNITHOLOGY
7. ダメなあたし
8. 水で薄めた恋

[Bonus Tracks]
1. Play for keeps Remix1 remixed by 小河星志
2. Play for keeps Remix2 remixed by djapon
3. 二重生活 (Instrumental)